# Montfortův parlament
Montfortův parlament je prvním reprezentativním stavovským parlamentem v Anglii. Patří zároveň stejně jako Magna charta libertatum k prvnímu nejdůležitějšímu přínosu moderní demokracie na Britských ostrovech. Tento parlament byl pojmenován podle hraběte Simona V. de Montfort. První setkání bylo prohlášeno 14. 12. 1264, zástupci se však společně sešli až 20. ledna 1265 ve Westminster Hall.